# Anoplagonus occidentalis
Anoplagonus occidentalis är en fiskart som beskrevs av Lindberg, 1950. Anoplagonus occidentalis ingår i släktet Anoplagonus och familjen pansarsimpor. Inga underarter finns listade i Catalogue of Life.